# شیرکتسی (دهانه)
شیرکتسی یک دهانه برخوردی در ماه‌ است.